# Cuore sacro
Cuore sacro è un film del 2005 diretto da Ferzan Özpetek, uscito nelle sale cinematografiche il 25 febbraio 2005. La pellicola ha incassato complessivamente 2990597 € su un budget stimato sui 6000000 €.
Il film segna il ritorno al cinema di Lisa Gastoni, che aveva abbandonato le scene alla fine degli anni settanta.
Ha ottenuto 12 candidature ai David di Donatello 2005, vincendo due statuette per la migliore attrice protagonista (Barbora Bobuľová) e per il migliore scenografo (Andrea Crisanti), e nello stesso anno ottiene due Globi d'oro, due Ciak d'oro e tre premi Flaiano. Barbora Bobulova per la sua interpretazione ha vinto il Nastro d'argento europeo.

## Trama
Manager di successo, Irene Ravelli è riuscita, anche grazie all'aiuto di zia Eleonora sua socia in affari, ad ottenere il dissequestro dell'antico palazzo di famiglia che vuole sfruttare a scopi imprenditoriali. Tornata nel palazzo per un nuovo sopralluogo, Irene incontra Aurelio, anziano custode dell'abitazione, che le fa visitare la stanza di Adriana, madre di Irene, rimasta immutata dal tempo della sua morte, come se ella vi abitasse ancora. La camera presenta strane scritte, simboli senza significato incise sulle pareti. Vi sono anche numerose immagini religiose che possono alludere ad un sincretismo religioso della donna.
Fuori dal palazzo Irene incontra Benny, un'impertinente ragazzina che con uno stratagemma le ruba il portafoglio. Prontamente riacciuffata, la bambina si chiarisce con Irene offrendole di pagarle la cena la prossima volta che si fossero riviste. In seguito, Irene ed Eleonora si recano da Maria Clara, zia alcolizzata di Irene, ricoverata in un centro riabilitativo, la cui firma è necessaria per far iniziare i lavori nel palazzo. Maria Clara però rifiuta di firmare, nonostante le minacce di interdizione lanciatele dalla sorella Eleonora.
Poco tempo dopo, Irene incontra nuovamente Benny: mentre sono assieme, Irene le fa notare una piccola giraffa giocattolo, simile a quella che possedeva da bambina. In seguito la ragazzina chiede a Irene di aiutarla a portare delle buste (riempite con le cose comprate al supermercato prima di cena) a determinati indirizzi nel vicinato. Nonostante l'iniziale rifiuto, Irene accetta e viene per la prima volta a contatto con una realtà a lei sconosciuta, caratterizzata da un’estrema povertà in una Roma/Corte dei Miracoli apparentemente abitata solo da diseredati e da alcune donne ricchissime e spietate.
Dopo una serie di vicissitudini, Irene scopre che la bambina è collegata al volontariato della Chiesa di padre Carras. Benny però nega di prendersi cura di quella gente su ordine del parroco, anzi padre Carras l'aveva ripresa più volte, chiedendole invece di convincere quelle persone ad andare alla mensa dei poveri. Infine Irene e Benny dormono assieme nel palazzo, ma la mattina dopo la bambina è sparita lasciando alla manager un biglietto in cui la sfida a trovarla.
Dopo aver ricevuto il consenso all'inizio dei lavori da parte della zia Maria Clara, Irene scopre che Benny è morta investita da un'auto mentre stava scappando dopo aver rubato una piccola giraffa giocattolo. Sentendosi responsabile della morte della bambina, ma anche del suicidio dei coniugi Marchetti dai quali aveva acquisito l'azienda in bancarotta, Irene entra in un profondo conflitto interiore.
Guidata dallo spirito di Benny e ricercando la spiritualità materna, Irene inizia, assieme a padre Carras, a prendersi cura dei meno abbienti mettendoci anima e corpo: trasforma il palazzo di famiglia in una mensa per i poveri e utilizza i suoi soldi per regalare le case popolari alla gente, compromettendo però la sua abilità imprenditoriale, cosa che preoccupa sua zia Eleonora, che la giudica "pazza" come Adriana.
Padre Carras è in parte d'accordo con Eleonora, giudicando il comportamento di Irene come un'autopunizione. La donna invece è convinta di poter ritrovare la fede accanto ai bisognosi e non nei vari luoghi di culto. Il prete allora la porta a visitare i numerosi senzatetto che vivono fra le rovine di Roma e le chiede come possa essere così presuntuosa nel credere di salvarli tutti senza un aiuto organizzato, che solo un riconoscimento ufficiale del suo lavoro da parte della Chiesa può darle.
Dopo aver osservato tutta quella gente, Irene accarezza il parroco e, come in uno stato di trance, si reca in metropolitana dove, osservando le innumerevoli persone presenti, inizia lentamente a disfarsi di tutto ciò che ha: i gioielli, le scarpe, i vestiti, arrivando a denudarsi. Ricoverata in ospedale con una diagnosi d'ingresso di «disturbo dissociativo d'identità con pulsioni altruistiche incontenibili», Irene viene visitata da una psichiatra che la riconosce sana di mente, rimanendo colpita da lei e dal suo altruismo. L'ultima scena vede,  tra i vecchi mobili accatastasti nel palazzo di famiglia, il ritratto di Adriana, unica effigie rimasta della donna che non si era mai lasciata fotografare in vita, con le sembianze di Benny.

## Cast
- In un primo momento per il ruolo di Irene Ravelli era stata scelta Valeria Golino, ma per impegni precedenti ha dovuto rifiutare la parte.[4]
- Il ruolo di Eleonora, la fredda e speculatrice zia di Irene, era stato scritto per Virna Lisi, ma alla fine è stata scelta Lisa Gastoni.[4] Il regista offrì quel ruolo anche a Lea Massari, che si era ritirata dal cinema già da vari anni.
- il nome del prete Carras curiosamente cita il padre Karras del film L'esorcista del 1973.

## Critica
Il film ha avuto una buona accoglienza da parte del pubblico, ma è stato giudicato negativamente dalla maggior parte della critica; spicca la completa assenza di tematiche LGBT, solitamente presenti nella cinematografia del regista turco. Il Mereghetti () pur apprezzando la tematica del film (quella dei "nuovi poveri"), ne critica il modo in cui viene affrontata, «più sul lato irrazionale che su quello morale, finendo per scadere nell'ovvio e nel pragmatico». Critica anche le «troppe» citazioni cinematografiche (tra cui il personaggio della protagonista che ricorda quello interpretato da Ingrid Bergman in Europa '51 e la scena della denudazione ripresa da Teorema) e non (come la Pietà di Michelangelo Buonarroti), le «facili» simbologie e la scena finale di stampo «favolistico». Il Farinotti nel suo Dizionario di tutti i film definisce il lungometraggio «una riflessione sulla spiritualità non priva di provocazioni» assegnandogli due stelle su un massimo di cinque ().
Nel suo Dizionario dei film, il Morandini assegna a Cuore sacro due stelle e mezzo su un massimo di cinque (). Secondo il critico il film è «simmetricamente strutturato» sui «doppi», «sulle coppie degli opposti» e sui «rimandi cinefili» (a cui aggiunge, oltre a quelli già citati da Il Mereghetti, L'esorcista e Che fine ha fatto Baby Jane?). Elogia però l'interpretazione di Barbora Bobuľová e il «vitalismo» della giovane Camille Dugay Comencini (figlia di Francesca Comencini), la cui uscita di scena, per il critico, segna «irrimediabilmente» il declino verso «l'Enfasi Edificante del finale». Anche il critico Maurizio Cabona, sulle pagine de Il Giornale, salva quasi esclusivamente la performance dell'attrice: «Comunque è grazie agli attori se Cuore sacro batte la strada del ridicolo, cadendovi solo sporadicamente. Cade invece ormai il bel seno della Bobuľová, che ai tempi di Ecco fatto sfidava la legge di gravità, ma il suo bel viso regge impavido un destino che le impone, dopo Ovunque sei, un altro ruolo infelice».
Il sito di critica cinematografica MYmovies lo definisce senza mezzi termini il «peggiore film di Ozpetek» (), giudicando «ampiamente discutibile» la morale del film e recensendo negativamente sia gli attori che la musica dal «fare tronfio e rimbombante» di Andrea Guerra.

## Riconoscimenti
Questo film è riconosciuto come d'interesse culturale nazionale dalla Direzione generale Cinema e audiovisivo del Ministero per i beni e le attività culturali e per il turismo italiano, in base alla delibera ministeriale del 28 febbraio 2005.
- 2005 - David di Donatello
  - Migliore attrice protagonista a Barbora Bobuľová
  - Migliore scenografia a Andrea Crisanti
  - Candidatura a Miglior film
  - Candidatura a Miglior regista a Ferzan Özpetek
  - Candidatura a Migliore sceneggiatura a Gianni Romoli e Ferzan Özpetek
  - Candidatura a Migliore attrice non protagonista a Erika Blanc
  - Candidatura a Migliore attrice non protagonista a Lisa Gastoni
  - Candidatura a Miglior fotografia a Gian Filippo Corticelli
  - Candidatura a Miglior colonna sonora a Andrea Guerra
  - Candidatura a Migliori costumi a Catia Dottori
  - Candidatura a Miglior montaggio a Patrizio Marone
  - Candidatura a Miglior sonoro a Marco Grillo
- 2005 - Ciak d'oro
  - Miglior attrice protagonista a Barbora Bobulova[12]
  - Miglior attrice non protagonista a Lisa Gastoni[12]
  - Candidatura a Miglior attrice non protagonista a Erika Blanc
  - Candidatura a Migliore scenografia a Andrea Crisanti

- 2006 - Nastro d'argento
  - Nastro d'argento europeo a Barbora Bobulova
  - Candidatura a Migliore soggetto a Gianni Romoli e Ferzan Özpetek
  - Candidatura a Migliore attrice non protagonista a Erika Blanc e Lisa Gastoni
  - Candidatura a Migliore scenografia a Andrea Crisanti
- 2005 - Globo d'oro
  - Miglior regista a Ferzan Özpetek
  - Miglior attrice a Barbora Bobulova
  - Candidatura a Miglior film a Ferzan Özpetek
  - Candidatura a Miglior fotografia a Gian Filippo Corticelli
- 2005 - Premio Flaiano
  - Premio del pubblico all'interprete femminile a Barbora Bobulova
  - Premio all'interprete femminile non protagonista a Erika Blanc
  - Premio alla fotografia a Gian Filippo Corticelli